# Ментавай (острова)
Ментава́й (индон. Kepulauan Mentawai) — принадлежащая Индонезии группа из около 70 островов, расположенная в 130 км к юго-западу от Суматры и относящаяся к провинции Западная Суматра. Общая площадь островов составляет около 6100 км², а население — 76 421 человек (2010). Более крупными из Ментавайских островов являются Сиберут (4030 км²), Сипора (845 км²), Пагай-Утара (622 км²) и Пагай-Селатан (900 км²). Плантации каучуконосов и кокосовой пальмы.

## География
Рельеф холмистый. Наибольшая высота 368 м (остров Пагай-Селатан). Острова покрыты тропическом лесом. Ментавайские острова являются родиной целого ряда эндемичных видов животных, в частности приматов — гиббон Клосса (Hylobates klossii), одноцветный носач (Simias concolor или Nasalis concolor), ментавайский лангур (Presbytis potenziani), пагайский и сиберутский макаки (Macaca siberu). Развит незначительный туризм.
Ментавайские острова сильно пострадали от землетрясения в Индийском океане 2004 года. В дополнение оно повысило сейсмическую активность в регионе и сегодня вокруг островов расположены эпицентры более мелких новых землетрясений.

## Население
Помимо коренных народов, таких как ментавайцы и сахаи, на островах живут и прибывшие с Явы и Суматры индонезийцы. Занимаются рыболовством.